# Haliporoides
Genre
Haliporoides est un genre de crustacés décapodes dont les représentants ressemblent à des crevettes.

## Liste des espèces
- Haliporoides cristatus Kensley, Tranter et Griffin, 1987
- Haliporoides diomedeae (Faxon, 1893) - salicoque couteau (du Chili)
- Haliporoides sibogae (De Man, 1907) - salicoque canif
- Haliporoides triarthrus Stebbing, 1914 - salicoque navaja